# Chingia malodora
Chingia malodora är en kärrbräkenväxtart som först beskrevs av Edwin Bingham Copeland, och fick sitt nu gällande namn av Holtt. Chingia malodora ingår i släktet Chingia och familjen Thelypteridaceae. Inga underarter finns listade.